# Finał Mistrzostw Świata w Piłce Nożnej 1994

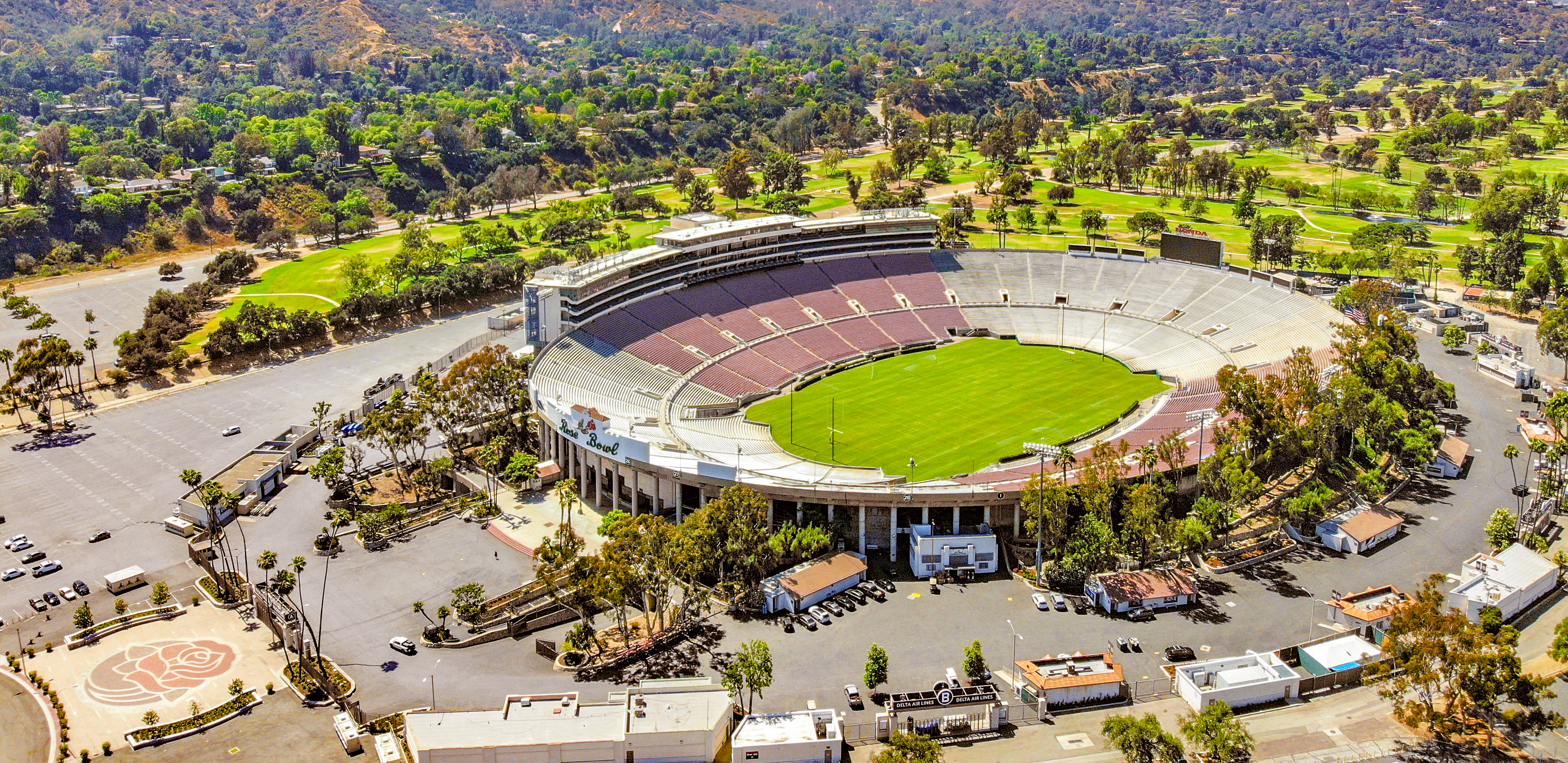
Rose Bowl w kalifornijskiej Pasadenie, arena meczu finałowego Mistrzostw Świata 1994

Mecz finałowy Mistrzostw Świata w Piłce Nożnej 1994 odbył się 17 lipca 1994 roku o godzinie 12:35 czasu pacyficznego na stadionie Rose Bowl w kalifornijskiej Pasadenie w Stanach Zjednoczonych. Spotkały się w nim reprezentacja Brazylii z reprezentacją Włoch. Sędzią tego meczu był Węgier, Sándor Puhl. Mistrzostwo Świata po raz czwarty w historii zdobyli Brazylijczycy, którzy pokonali Włochów 3:2 w konkursie rzutów karnych (w podstawowym czasie gry, jak i w dogrywce utrzymał się wynik bezbramkowy). Był to pierwszy finał mistrzostw świata, w którym do wyłonienia zwycięzcy potrzebne były rzuty karne. W pierwszej serii jedenastek pomylili się zarówno Márcio Santos, jak i Franco Baresi. W kolejnych Brazylijczycy byli już bezbłędni, natomiast Włosi pomylili się jeszcze dwukrotnie. Szczególnie brzemienny w skutkach okazał się błąd, który popełnił Roberto Baggio. Przestrzelony przez niego rzut karny kosztował Włochy tytuł mistrza świata. Tym samym to Brazylia zdobyła główne trofeum, a najlepszym zawodnikiem turnieju został Romário. Puchar Świata z kolei wzniósł kapitan Canarinhos, Dunga, który otrzymał tę nagrodę z rąk ówczesnego Wiceprezydenta USA, Ala Gore’a.

## Uczestnicy

### Droga do finału
| Zespół   | M | W | R | P | Br+ | Br− | +/− | Pkt |
| -------- | - | - | - | - | --- | --- | --- | --- |
| Brazylia | 3 | 2 | 1 | 0 | 6   | 1   | +5  | 7   |
| Szwecja  | 3 | 1 | 2 | 0 | 6   | 4   | +2  | 5   |
| Rosja    | 3 | 1 | 0 | 2 | 7   | 6   | +1  | 3   |
| Kamerun  | 3 | 0 | 1 | 2 | 3   | 11  | −8  | 1   |

| Zespół   | M | W | R | P | Br+ | Br− | +/− | Pkt |
| -------- | - | - | - | - | --- | --- | --- | --- |
| Meksyk   | 3 | 1 | 1 | 1 | 3   | 3   | 0   | 4   |
| Irlandia | 3 | 1 | 1 | 1 | 2   | 2   | 0   | 4   |
| Włochy   | 3 | 1 | 1 | 1 | 2   | 2   | 0   | 4   |
| Norwegia | 3 | 1 | 1 | 1 | 1   | 1   | 0   | 4   |

## Mecz
| 17 lipca 1994 12:35 PDT                                    | Brazylia | 0:0 dogr. k. 3:2(0:0, 0:0, 0:0)Raport                                                  | Włochy | Rose Bowl, Pasadena Widzów: 94 194 Sędzia: Sándor Puhl |
|                                                            |          |                                                                                        |        |                                                        |
|                                                            |          | Rzuty karne                                                                            |        |                                                        |
| Márcio Santos · Romário · Cláudio Ibrahim Vaz Leal · Dunga |          | Franco Baresi · Demetrio Albertini · Alberico Evani · Daniele Massaro · Roberto Baggio |        |                                                        |

| 1                       | Cláudio Taffarel |
| 2                       | Jorginho         |
| 13                      | Aldair           |
| 15                      | Márcio Santos    |
| 6                       | Branco           |
| 5                       | Mauro Silva      |
| 8                       | Dunga (k.)       |
| 17                      | Mazinho          |
| 9                       | Zinho            |
| 11                      | Romário          |
| 7                       | Bebeto           |
| Rezerwowi:              |                  |
| 3                       | Ricardo Rocha    |
| 4                       | Ronaldão         |
| 10                      | Raí              |
| 12                      | Zetti            |
| 14                      | Cafu             |
| 16                      | Leonardo         |
| 18                      | Paulo Sérgio     |
| 19                      | Müller           |
| 20                      | Ronaldo          |
| 21                      | Viola            |
| 22                      | Gilmar Rinaldi   |
| Trener:                 |                  |
| Carlos Alberto Parreira |                  |

| 1             | Gianluca Pagliuca     |
| 8             | Roberto Mussi         |
| 6             | Franco Baresi (k.)    |
| 5             | Paolo Maldini         |
| 3             | Antonio Benarrivo     |
| 14            | Nicola Berti          |
| 13            | Dino Baggio           |
| 11            | Demetrio Albertini    |
| 16            | Roberto Donadoni      |
| 10            | Roberto Baggio        |
| 19            | Daniele Massaro       |
| Rezerwowi:    |                       |
| 2             | Luigi Apolloni        |
| 4             | Alessandro Costacurta |
| 7             | Lorenzo Minotti       |
| 9             | Mauro Tassotti        |
| 12            | Luca Marchegiani      |
| 15            | Antonio Conte         |
| 17            | Alberico Evani        |
| 18            | Pierluigi Casiraghi   |
| 20            | Giuseppe Signori      |
| 21            | Gianfranco Zola       |
| 22            | Luca Bucci            |
| Trener:       |                       |
| Arrigo Sacchi |                       |

BRAZYLIA
CZWARTY TYTUŁ